# Berlevåg
Berlevåg é uma comuna da Noruega, com 1 120,0 km² de área e 1 158 habitantes (censo de 2004).         